# Rajd Finlandii 2000
Rezultaty Rajdu Finlandii (50th Neste Rally Finland), eliminacji Rajdowych Mistrzostw Świata w 2000 roku, który odbył się w dniach 18–20 sierpnia. Była to dziewiąta runda czempionatu w tamtym roku i siódma szutrowa, a także dziewiąta w Production World Rally Championship. Bazą rajdu było miasto Jyväskylä. Zwycięzcami rajdu została fińska załoga Marcus Grönholm i Timo Rautiainen jadąca Peugeotem 206 WRC. Wyprzedzili oni Brytyjczyków Colina McRae i Nicky'ego Grista jadących Fordem Focusem WRC oraz rodaków Harriego Rovanperę i Risto Pietiläinena w Toyocie Corolli WRC. Z kolei w Production WRC zwyciężyli Finowie Jani Paasonen i Jakke Honkanen w Mitsubishi Carismie GT Evo VI.
Rajdu nie ukończyło trzy załogi fabrycznych. Belg Freddy Loix jadący Mitsubishi Carismą GT Evo VI, odpadł na skutek awarii na 11. odcinku specjalnym. Kierowca Subaru Imprezy WRC, Brytyjczyk Richard Burns, miał wypadek na 11. oesie. Na tym samym oesie odpadł Fin Toni Gardemeister. Jego SEAT Córdoba WRC uległ awarii.

## Klasyfikacja ostateczna
| Miejsce                     | Zawodnik                  | Pilot                     | Samochód                     | Czas                      | Strata                    | Grupa                     | Punkty                    |
| WRC (pierwsza dziesiątka)   | WRC (pierwsza dziesiątka) | WRC (pierwsza dziesiątka) | WRC (pierwsza dziesiątka)    | WRC (pierwsza dziesiątka) | WRC (pierwsza dziesiątka) | WRC (pierwsza dziesiątka) | WRC (pierwsza dziesiątka) |
| --------------------------- | ------------------------- | ------------------------- | ---------------------------- | ------------------------- | ------------------------- | ------------------------- | ------------------------- |
| 1.                          | Marcus Grönholm           | Timo Rautiainen           | Peugeot 206 WRC              | 3:22:37.1                 |                           | A8 M                      | 10                        |
| 2.                          | Colin McRae               | Nicky Grist               | Ford Focus WRC               | 3:23:43.5                 | +1:06.4                   | A8 M                      | 6                         |
| 3.                          | Harri Rovanperä           | Risto Pietiläinen         | Toyota Corolla WRC           | 3:23:46.7                 | +1:09.6                   | A8                        | 4                         |
| 4.                          | Tommi Mäkinen             | Risto Mannisenmäki        | Mitsubishi Lancer Evo VI     | 3:24:15.8                 | +1:38.7                   | A8 M                      | 3                         |
| 5.                          | Sebastian Lindholm        | Jukka Aho                 | Peugeot 206 WRC              | 3:25:43.1                 | +3:06.0                   | A8 M                      | 2                         |
| 6.                          | François Delecour         | Daniel Grataloup          | Peugeot 206 WRC              | 3:27:42.1                 | +5:05.0                   | A8                        | 1                         |
| 7.                          | Pasi Hagström             | Tero Gardemeister         | Toyota Corolla WRC           | 3:27:53.6                 | +5:16.5                   | A8                        |                           |
| 8.                          | Juha Kankkunen            | Juha Repo                 | Subaru Impreza WRC           | 3:28:30.0                 | +5:52.9                   | A8 M                      |                           |
| 9.                          | Alister McRae             | David Senior              | Hyundai Accent WRC           | 3:28:46.2                 | +6:09.1                   | A8 M                      |                           |
| 10.                         | Markko Märtin             | Michael Park              | Toyota Corolla WRC           | 3:29:27.7                 | +6:50.6                   | A8                        |                           |
| PWRC (punktujący zawodnicy) |                           |                           |                              |                           |                           |                           |                           |
| 1. (16.)                    | Jani Paasonen             | Jakke Honkanen            | Mitsubishi Carisma GT Evo VI | 3:37:25.8                 |                           | N4                        | 10                        |
| 2. (17.)                    | Juuso Pykälistö           | Esko Mertsalmi            | Mitsubishi Carisma GT Evo VI | 3:38:49.2                 | +1:23.4                   | N4                        | 6                         |
| 3. (18.)                    | Manfred Stohl             | Peter Müller              | Mitsubishi Lancer Evo VI     | 3:39:05.2                 | +1:39.4                   | N4                        | 4                         |
| 4. (19.)                    | Juha Hellman              | Jani Laaksonen            | Mitsubishi Carisma GT Evo VI | 3:41:01.3                 | +3:35.5                   | N4                        | 3                         |
| 5. (20.)                    | Hannu Hotanen             | Jari Jyrkiäinen           | Mitsubishi Lancer Evo VI     | 3:42:28.7                 | +5:02.9                   | N4                        | 2                         |
| 6. (21.)                    | Pernilla Walfridsson      | Ulrika Mattsson           | Mitsubishi Lancer Evo VI     | 3:44:51.0                 | +7:25.2                   | N4                        | 1                         |

1. ↑  Litera M przy oznaczeniu grupy do której należy samochód oznacza, iż tylko ci kierowcy zdobywali punkty dla swoich zespołów liczonych w klasyfikacji producentów na koniec sezonu.

## Zwycięzcy odcinków specjalnych
| Dzień      | Odcinek | G. rozp. | Nazwa         | Długość  | Zwycięzca                   | Czas    | Lider rajdu     |
| ---------- | ------- | -------- | ------------- | -------- | --------------------------- | ------- | --------------- |
| 1 (18 SIE) | SS1     | 10:31    | Kuohu         | 7.67 km  | Marcus Grönholm             | 3:44.8  | Marcus Grönholm |
| 1 (18 SIE) | SS2     | 10:59    | Parkkola      | 20.11 km | Marcus Grönholm             | 10:06.7 | Marcus Grönholm |
| 1 (18 SIE) | SS3     | 11:59    | Mokkipera     | 13.19 km | Marcus Grönholm             | 6:32.2  | Marcus Grönholm |
| 1 (18 SIE) | SS4     | 13:57    | Muittari      | 13.51 km | Marcus Grönholm             | 6:05.6  | Marcus Grönholm |
| 1 (18 SIE) | SS5     | 14:20    | Konttimaki    | 13.08 km | Marcus Grönholm             | 5:40.7  | Marcus Grönholm |
| 1 (18 SIE) | SS6     | 14:53    | Palsankyla    | 13.90 km | Richard Burns               | 7:28.6  | Marcus Grönholm |
| 1 (18 SIE) | SS7     | 16:21    | Valkola       | 8.40 km  | Richard Burns               | 4:30.2  | Marcus Grönholm |
| 1 (18 SIE) | SS8     | 17:04    | Lankamaa      | 23.44 km | Marcus Grönholm             | 11:47.3 | Marcus Grönholm |
| 1 (18 SIE) | SS9     | 17:57    | Laukaa        | 12.37 km | Richard Burns               | 6:13.0  | Marcus Grönholm |
| 1 (18 SIE) | SS10    | 20:29    | SSS Killeri 1 | 2.23 km  | Tommi Mäkinen Richard Burns | 1:07.9  | Marcus Grönholm |
| 2 (19 SIE) | SS11    | 07:57    | Juupajoki     | 30.34 km | Marcus Grönholm             | 15:13.8 | Marcus Grönholm |
| 2 (19 SIE) | SS12    | 09:15    | Vastila       | 17.43 km | Sebastian Lindholm          | 8:21.7  | Marcus Grönholm |
| 2 (19 SIE) | SS13    | 09:50    | Paijala       | 12.81 km | Juha Kankkunen              | 6:07.0  | Marcus Grönholm |
| 2 (19 SIE) | SS14    | 11:56    | Ehikki 1      | 19.08 km | Colin McRae                 | 9:30.2  | Marcus Grönholm |
| 2 (19 SIE) | SS15    | 12:59    | Leustu 1      | 23.58 km | Juha Kankkunen              | 11:47.1 | Marcus Grönholm |
| 2 (19 SIE) | SS16    | 15:16    | Ouninpohja 1  | 34.21 km | Marcus Grönholm             | 16:29.1 | Marcus Grönholm |
| 2 (19 SIE) | SS17    | 16:19    | Vaheri 1      | 25.43 km | Marcus Grönholm             | 12:25.2 | Marcus Grönholm |
| 2 (19 SIE) | SS18    | 20:00    | SSS Killeri 2 | 2.23 km  | Marcus Grönholm             | 1:08.7  | Marcus Grönholm |
| 3 (19 SIE) | SS19    | 08:29    | Ehikki 2      | 19.08 km | Colin McRae                 | 9:26.3  | Marcus Grönholm |
| 3 (19 SIE) | SS20    | 09:02    | Moksi         | 14.67 km | Colin McRae                 | 7:58.3  | Marcus Grönholm |
| 3 (19 SIE) | SS21    | 09:41    | Leustu 2      | 23.51 km | Marcus Grönholm             | 11:41.3 | Marcus Grönholm |
| 3 (19 SIE) | SS22    | 11:58    | Ouninpohja 2  | 34.21 km | Juha Kankkunen              | 16:21.3 | Marcus Grönholm |
| 3 (19 SIE) | SS23    | 13:01    | Vaheri 2      | 25.43 km | Colin McRae                 | 12:13.3 | Marcus Grönholm |

## Klasyfikacja po 9 rundach
Tabele przedstawiają tylko pięć pierwszych miejsc.

### Kierowcy
| Lp. | Kierowca        | Pkt |
| --- | --------------- | --- |
| 1   | Marcus Grönholm | 44  |
| 2   | Richard Burns   | 38  |
| 3   | Colin McRae     | 36  |
| 4   | Carlos Sainz    | 27  |
| 5   | Tommi Mäkinen   | 26  |

### Producenci
| Lp. | Producent                    | Pkt |
| --- | ---------------------------- | --- |
| 1   | Ford Martini                 | 63  |
| 2   | Subaru World Rally Team      | 60  |
| 3   | Peugeot Esso                 | 54  |
| 4   | Marlboro Mitsubishi Ralliart | 33  |
| 5   | Škoda World Rally Team       | 8   |